# Condensare aciloinică
Condensarea aciloinică este o reacție organică de cuplare a doi esteri proveniți de la doi acizi carboxilici diferiți, și se realizează utilizând sodiu metalic. În urma reacției se obține o α-hidroxicetonă, denumită și aciloină.